# Hipódromo de Longchamp
El hipódromo de Longchamp (en francés: Hippodrome de Longchamp) es un centro de carreras de caballos de 57 hectáreas ubicado en la Route des Tribunes en el Bois de Boulogne en París, la capital de Francia. Construido a orillas del río Sena, se utiliza para carreras de caballos y se caracteriza por su variedad de pistas entrelazadas y una colina famosa que ofrece un verdadero reto para los pura sangre que compiten. Cuenta con varias pistas de carreras que van desde 1000 a 4000 metros de longitud, con 46 puestos de partida diferentes. El espacio acoge más de la mitad del grupo uno de las carreras celebradas en Francia. El punto culminante del calendario es el Prix de l'Arc de Triomphe. Se celebra el primer fin de semana de octubre, siendo un prestigioso evento que atrae a algunos de los mejores caballos del mundo.
Es, junto a los hipódromos de Saint-Cloud, Chantilly, Deauville y Auteuil, propiedad de France Galop.
La ciudad de Longchamps en Buenos Aires debe su nombre a este hipódromo.

## Historia
Construido en 1857 por el arquitecto Antoine-Nicolas Bailly, el hipódromo está situado en la propiedad de la abadía de Longchamp (destruida durante la Revolución francesa). Se extiende sobre 57 hectáreas entre el río Sena y el Bois de Boulogne. Allí se organizan con frecuencia conciertos y manifestaciones. Inaugurado en 1857 por Napoleón III, el hipódromo de ParisLongchamp está dedicado a las carreras de caballos lisas; aquí es donde se corre todos los años el Grand Prix de Paris. Antes, con ocasión de la Fiesta Nacional, se hacía aquí una revista solemne de las tropas de la guarnición de París. Hoy día, 12 000 espectadores pueden entrar en las tribunas y gozar de diferentes servicios puestos a su disposición: un hall de bienvenida con oficina de cambio y de turismo, un restaurante. En la extremidad de los terrenos de deporte, una estela conmemorativa que nos recuerda que el brasileño Santos -Dumont estableció aquí, el 12 de noviembre del 1906, uno de los primeros récords del mundo de la aviación. Fue reformado entre 2016 y 2018 bajo la dirección del arquitecto Dominique Perrault. Reinaugurado en abril de 2018 fue renombrado como Hipódromo de ParisLongchamp.

## Características técnicas

Plano del hipódromo de ParisLongchamp

Sus diferentes pistas ocupan 17 hectáreas :
- La pista principal (grande piste) (2750 metros),
- La pista mediana (moyenne piste) (2500 metros)
- La pista pequeña (petite piste) (2150 metros),
- La pista nueva (nouvelle piste) (1400 metros),
- La línea recta (ligne droite) (1000 metros).
- 46 salidas diferentes, recorridos de 1000 metros. Línea recta de 650 metros hasta la segunda meta.

Desde lo alto de la tribuna principal, se puede ver la Torre Eiffel y las torres del distrito de negocios La Défense.

## Lista de carreras deGrupo 1que se disputan en ParisLongchamp
| Mes          | Carrera                       | Distancia | Condiciones                  | Premios     |
| ------------ | ----------------------------- | --------- | ---------------------------- | ----------- |
| Abril / mayo | Prix Ganay                    | 2100 m    | 4 años en adelante           | 600 000 €   |
| Mayo         | Poule d'Essai des Poulains    | 1600 m    | Potros de 3 años             | 550 000 €   |
| Mayo         | Poule d'Essai des Pouliches   | 1600 m    | Potrancas de 3 años          | 550 000 €   |
| Mayo         | Prix Saint-Alary              | 2000 m    | Potrancas de 3 años          | 250 000 €   |
| Mayo         | Prix d'Ispahan                | 1850 m    | 4 años en adelante           | 250 000 €   |
| 14 de Julio  | Grand Prix de Paris           | 2400 m    | 3 años                       | 600 000 €   |
| Septiembre   | Prix du Moulin de Longchamp   | 1600 m    | 3 años en adelante           | 450 000 €   |
| Septiembre   | Prix Vermeille                | 2400 m    | Yeguas de 3 años en adelante | 350 000 €   |
| Octubre      | Prix du Cadran                | 4000 m    | 4 años en adelante           | 300 000 €   |
| Octubre      | Prix de la Forêt              | 1400 m    | 3 años en adelante           | 300 000 €   |
| Octubre      | Prix de l'Abbaye de Longchamp | 1000 m    | 2 años en adelante           | 350 000 €   |
| Octubre      | Prix de l'Opéra               | 2000 m    | Yeguas de 3 años en adelante | 400 000 €   |
| Octubre      | Prix Marcel Boussac           | 1600 m    | Potrancas de 2 años          | 300 000 €   |
| Octubre      | Prix Jean-Luc Lagardère       | 1400 m    | 2 años                       | 350 000 €   |
| Octubre      | Prix de l'Arc de Triomphe     | 2400 m    | 3 años en adelante           | 5 000 000 € |
| Octubre      | Prix Royal-Oak                | 3100 m    | 3 años en adelante           | 350 000 €   |